# Hrachya Petikyan
Hrachya Petikyan, en arménien : Հրաչյա Պետիկյան, né le 23 février 1960 à Erevan, est un tireur sportif soviétique puis arménien. Il a notamment été champion olympique en 1992 en carabine à 50 mètres (trois positions) et quatre fois champion du monde.
Il a participé à quatre olympiades pour trois nations différentes : URSS, équipe unifiée et Arménie.

## Carrière
Petikyan commence sa carrière sportive au Dynamo d'Erevan sous la direction de l'entraîneur Martyn Kalechyan. Il a été membre de l'équipe nationale soviétique et décroche plusieurs titres de champion du monde et d'Europe que ce soit en individuel ou par équipe.
Aux Jeux olympiques d'été de 1988, il participe à l'épreuve de carabine à air comprimé à 10 mètres et au carabine à 50 mètres (trois positions). Il termine 6e de cette épreuve.
Aux Jeux olympiques d'été de 1992, il remporte la médaille d'or au tir à la carabine à 50 mètres (trois positions) et établit le record olympique à 1 267.4 points en finale. Il termine 8e de la catégorie des 50 mètres.
Aux Jeux olympiques d'été de 1996 et aux Jeux olympiques d'été de 2000, il représente l'Arménie.
En 1997, il devient président de la fédération arménienne de tir.